# トリメチルアミン-N-オキシド
トリメチルアミン-N-オキシド（英: trimethylamine N-oxide, TMAO）は、化学式が(CH3)3NOの有機化合物である。無色の固体で、二水和物の形で見られる。トリメチルアミンの酸化生成物であり、動物の一般的な代謝中間体である。海水魚、サメ、エイ、軟体動物および甲殻類において、尿素などに対するオスモライト(浸透圧調節物質)として存在している。さらに、周囲の海水の塩分濃度（およそ3％）に対して細胞内の塩分濃度をおよそ1%にまで低下させている。また、深海魚や甲殻類に多く含まれ、これが高い水圧によるタンパク質変性への耐性に寄与していることが示唆されている 。海産物の腐敗臭の原因の多くはトリメチルアミン-N-オキシドが分解して生じたトリメチルアミンによる。

## 合成
トリメチルアミン水溶液を過酸化水素で処理することにより合成する。
{\displaystyle {\ce {H2O2\ + Me3N -> H2O\ + Me3NO}}}
生体内ではコリンから誘導されるトリメチルアミンから生合成される。

## 心血管疾患との関係
食品中に含まれるレシチン(コリン)が腸内細菌によりトリメチルアミン(TMA)に代謝され、さらに肝臓においてFMO酵素によりTMAOへと代謝され、これがマクロファージを変化させアテローム性動脈硬化などの心血管疾患に結びついているとする論文がある。また赤肉などに含まれるカルニチンも同様に腸内細菌－肝臓代謝を経てTMAOとなり、これがアテローム性動脈硬化のリスクを高めているという報告もある。